# Teater Neuf

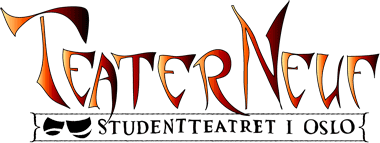
Logotype de Teater Neuf (2009)

Teater Neuf ou Studentteatret i Oslo (« le Théâtre étudiant d'Oslo ») est une association étudiante de théâtre amateur opérée depuis Chateau Neuf à Oslo et relevant de la Société des étudiants norvégiens. Fondé en 1834 et actif depuis sa première en 1835, Teater Neuf est le plus ancien théâtre de la capitale norvégienne et le plus ancien théâtre étudiant de tout le pays.

## Dénominations historiques

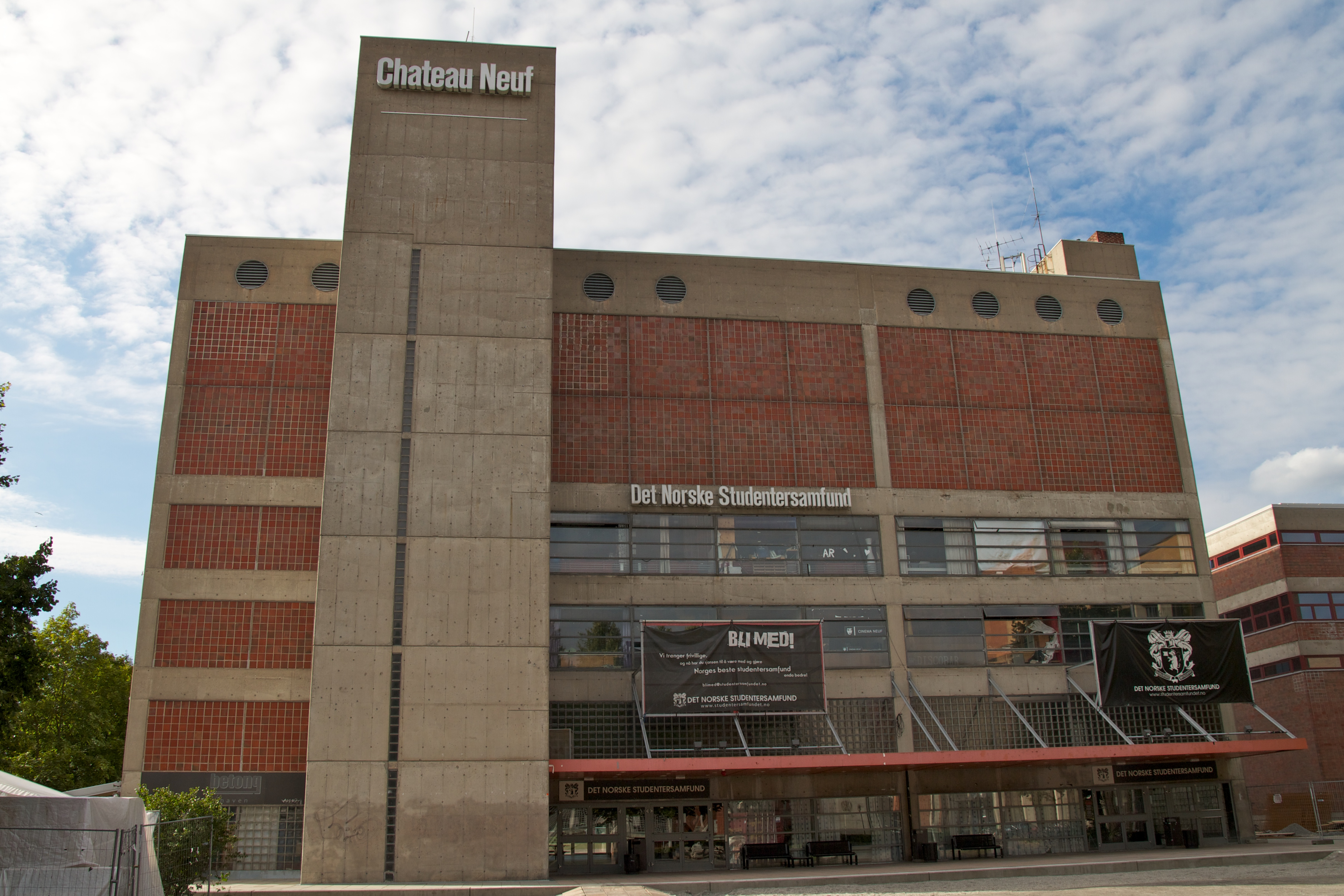
Bâtiment de Chateau Neuf qui abrite Teater Neuf à Oslo

À travers son histoire, le théâtre étudiant d'Oslo adopte différents noms officiels :  Studentersamfundets Theater (« Théâtre de la Société estudiantine »), Samfundsteatret (« le  Théâtre de la Société »), Teaterutvalget (« Théatre du Comité »), teaterverkstedet (« Théatre de l'Œuvre ») ou simplement Studentteatret (« le Théâtre étudiant »). En 1996, l'association opte pour le nom de Teater Neuf. Une brève période (1999/2000) voit le retour de Studentteatret, avec un nouveau logo réalisé par Harald Kolstad, avant que le choix de l'association se porte à nouveau sur Teater Neuf.

## Histoire
Le 21 novembre 1834 le théâtre choisit sa première ligne directrice : « nous devrions régulièrement nous faire entendre des pièces de théâtre jouées par des Norvégiens et en langue norvégienne ». Quelques mois plus tard, le 2 mars 1835 le Studentersamfundets Theater propose la première de Skuespilleren mod sin vile (« l'acteur malgré lui ») et suivi un mois plus tard de Kjærlighet uden strømper  (« L'amour sans bas ») de Wessel. L'intérêt pour le théâtre s'accroît énormément et en 1836, le théâtre propose une nouvelle pièce tous les 14 du mois. Mais ce n'est qu'en 1850 que le théâtre étudiant connaît son âge d'or avec le développement de la comédie étudiante, dont  la pièce de Jokum Pjurre (nom de plume d'Olaf Skavlan) intitulée Guildet på Mærrahaug (« la fête à Mærrahaug »), parodie de Guildet paa Solhaug (« La Fête à Solhaug ») de Henrik Ibsen.

## Organisation

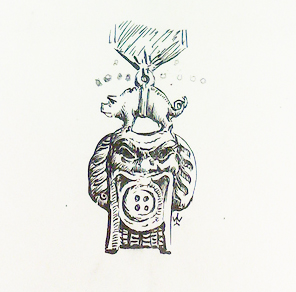
Den Hvide Knap («le Bouton blanc »), ordre théâtral étudiant

Le théâtre est actuellement dirigé par Silje Lier depuis 2019.
L'ordre qui régit le Teater Neuf depuis 1899 est Den Hvide Knap (« Le Bouton blanc »). Il est de facto l'ordre le plus ancien de la communauté étudiante norvégienne.
Placé sous l'égide de Teater Neuf, un groupe d'improvisation (Impro Neuf) organise des ateliers gratuits d'impro scéniques bilingues (norvégien/anglais).
Teater Neuf propose aussi une troupe théâtrale d'expression anglaise avec Teater Neuf International.